# All Nation Movement for democracy and progress of Afghanistan
All Nation Movement for democracy and progress of Afghanistan är ett afghanskt kommunistiskt parti grundat av medlemmar ur Parchamfalangen i People's Democratic Party of Afghanistan. Partiledare är Sher Mohammad Buzgar och dess internationella samarbetsorgan är Internationella kommunistiska seminariet.